# Берковица (ледник)
 За град в област Монтана, Северозападна България вижте Берковица.  
Берковица (на английски: Berkovitsa Glacier) е ледник в Антарктика.
Намира се на остров Ливингстън. Има размери 4,0 km по направление югоизток-северозапад и 2,8 km по направление югозапад-североизток на остров Ливингстън, разположен североизточно от връх Касановас и северозападно от връх Сноу. Оттича се на североизток и се влива в залива Хироу на пролива Дрейк между нос Реметалк на северозапад и нос Авитохол на югоизток. Наречен е на град Берковица в Северозападна България. Дата на одобрение: 4 ноември 2005 г.
Граничи с югоизточните склонове на Оряховските височини и северозападните склонове на връх Сноу. Изтича се на североизток в залива Хироу между нос Авитохол и нос Реметалк.

## Карти
- L.L. Ivanov et al, Antarctica: Livingston Island, South Shetland Islands (from English Strait to Morton Strait, with illustrations and ice-cover distribution), 1:100000 scale topographic map, Antarctic Place-names Commission of Bulgaria, Sofia, 2005
- Л. Иванов. Антарктика: Остров Ливингстън и острови Гринуич, Робърт, Сноу и Смит. Топографска карта в мащаб 1:120000. Троян: Фондация Манфред Вьорнер, 2009. ISBN 978-954-92032-4-0
- Л. Иванов. Карта на остров Ливингстън. В: Иванов, Л. и Н. Иванова. Антарктика: Природа, история, усвояване, географски имена и българско участие. София: Фондация Манфред Вьорнер, 2014. с. 18 – 19. ISBN 978-619-90008-1-6